# Togolees honkbalteam

Vlag van Togo.

Het Togolees honkbalteam is het nationale honkbalteam van Togo. Het team vertegenwoordigt Togo tijdens internationale wedstrijden. Het Togolees honkbalteam hoort bij de Afrikaanse Honkbal & Softbal Associatie (AHSA).